# Cremocarpon floribundum
Cremocarpon floribundum är en måreväxtart som beskrevs av Cornelis Eliza Bertus Bremekamp. Cremocarpon floribundum ingår i släktet Cremocarpon och familjen måreväxter. Inga underarter finns listade i Catalogue of Life.